# Taeniostola morosa
Taeniostola morosa är en tvåvingeart som beskrevs av Erich Martin Hering 1938. Taeniostola morosa ingår i släktet Taeniostola och familjen borrflugor.
Artens utbredningsområde är Myanmar. Inga underarter finns listade i Catalogue of Life.